# 東尼·史塔克 (漫威電影宇宙)
安東尼·愛德華·史塔克（英語：Anthony Edward Stark），別稱鋼鐵人，是基於同名漫威漫畫角色，在漫威电影宇宙（MCU）系列電影中由小勞勃·道尼飾演的角色。電影中，東尼·史塔克是一名企業家、天才發明家兼極度自戀的花花公子，擔任史塔克工業執行長。他在電影最初作為美军的主要武器供應商，隨後，為了保衛世界和平，運用其技術知識發展動力服。截至2019年，這個角色曾在十部系列電影中登場（包含在《無敵浩克》的短暫客串），是漫威電影宇宙的核心人物之一，為了擊敗薩諾斯而使用無限寶石犧牲自己，彈指把薩諾斯大軍消滅。

## 漫威電影宇宙

### 登場電影
在2008年，一部改編自鋼鐵人漫畫的電影《鋼鐵人》上映，由小勞勃·道尼飾演主角東尼·史塔克、並由強·法夫洛執導。電影獲得了影評人的廣泛好評，在美國及加拿大地區共累積了3.184億美元的票房，全球票房共計5.852億美元。小勞勃·道尼飾演的東尼·史塔克於2008年電影《無敵浩克》中再度現身，隨後，又出現於《鋼鐵人2》（2010年）、《復仇者聯盟》（2012年）、《鋼鐵人3》（2013年）、《復仇者聯盟2：奧創紀元》（2015年）、《美國隊長3：英雄內戰》（2016年）、《蜘蛛人：返校日》（2017年）、《復仇者聯盟3：無限之戰》（2018年）及《復仇者聯盟：終局之戰》（2019年）。
在2010年電影《鋼鐵人2》中，東尼致力於從美國政府的手中奪回他所擁有的技術。道尼與法夫洛自第一部電影便攜手合作，兩人在收到劇本後共同構思了這部電影的架構。在東尼成為英雄後，道尼表示「這的確算是英勇的，但是，事實上他是為了自己所做。所以我認為這或許有些冒名頂替現象，因為他在公諸於世『我就是鋼鐵人』時，根本不清楚這意味著什麼。我認為過於邊緣未嘗不是壞事，前提是你和他一樣獲得眾人的認可，並擁有龐大的財富與力量。」
作為其中一位受集結的英雄，東尼在2012年電影《復仇者聯盟》中共同抵禦由邪神洛基領軍的外星人入侵地球。最初，道尼希望導演喬斯·溫登讓東尼在這部電影中擔任主角：「當時，我提到『我不知道你有什麼打算，但是我必須讓東尼在電影片頭登場，主導全局。』導演回覆說『好吧，讓我們試試看。』我們嘗試過後成效不彰，因為故事、想法、主題各自就像章魚的每一條腕一樣，完全是不同的思路。」關於這個角色歷經前幾部電影的轉變，道尼表示「他在《鋼鐵人》中自我領悟並獲得救贖，《鋼鐵人2》則在於脫離自我孤立、解決遺留的問題並為他人騰出空間，最終在《復仇者聯盟》與大夥結盟一同作戰。」到了電影高潮片段，東尼引導了一枚核彈穿越星際傳送門，摧毀了外星人的指揮船艦，展現出願意犧牲自我以拯救地球的決心。
在2013年電影《鋼鐵人3》中，東尼因為在《復仇者聯盟》歷經死亡的邊緣，長期飽受創傷後心理壓力症所苦。道尼談到《鋼鐵人》的第三部個人電影的製作時提及：「我認為無論最終成效如何，我們無疑得放手一搏，嘗試從各種不同面向著手。」道尼提及第二部《復仇者聯盟》電影時，表示「我們嘗試讓《復仇者聯盟》後的世界朝著更加實際的面向發展。他現在會面臨什麼挑戰？他會被什麼束縛？在此之後，如同往常地又將受到來自何方的威脅？」
在2015年電影《復仇者聯盟2：奧創紀元》中，東尼成為了復仇者們的恩人。道尼談到這名角色在《鋼鐵人3》中的轉變時，表示「我認為他已經體悟到自身的職責已不僅是為全世界製造鋼鐵衣，所以他更加關注於『該如何做才能避免產生更多麻煩』，也因此持續受創傷後壓力症候群所擾。」《奧創紀元》中發生的事件衍伸為2016年電影《美國隊長3：英雄內戰》的衝突，東尼偕同贊成異能人士條約的復仇者們組成贊成派陣營；安東尼·羅素（Anthony Russo）表示在編劇的安排下，狂妄自大的史塔克「來到了生命的新篇章，他願意服從權威，正因為他認為這是正確的事。」喬·羅素（Joe Russo）補充說道，東尼經過在《奧創紀元》中所見的一切後，促使他產生「必須做出非常具體的決定」的內疚心理，並稱他存在著「非常複雜」的情緒歷程。道尼的私人教練埃里克·奧拉姆（Eric Oram）表示，美國隊長與東尼之間的過招是「為了展現出鋼鐵人僅運用『最低限度』的武力便贏得這場鬥爭」。漫威影業最初希望道尼的戲份能夠少些，但是，道尼希望東尼能在這部電影中擔綱要角。《綜藝》寫道，道尼將獲得4000萬美元的片酬，外加後續的票房抽成，若是這部電影的票房表現比2014年電影《美國隊長2：酷寒戰士》理想，漫威則會將此歸功於道尼的出演，支付予他額外的獎金。
在2017年電影《蜘蛛人：返校日》中，東尼成為了蜘蛛人的導師並創立了損害控制公司。索尼影視電影集團董事長湯瑪斯·羅斯曼指出，道尼在這部電影中登場除了具有商業優勢之外，更重要的是東尼在《美國隊長3：英雄內戰》與蜘蛛人所建立起的關係。導演強·華茲則指出，經過東尼在《英雄內戰》的行動後，讓蜘蛛人成為復仇者聯盟的成員確實會產生許多未知的後果，「這會是東尼成為導師的第一步嗎？他對此感到滿意嗎？」共同編劇強納森·高斯汀則將東尼比擬為伊森·霍克在中的父親角色。
道尼於2018年《復仇者聯盟3：無限之戰》中繼續擔綱此角，並計畫在翌年的續集《復仇者聯盟：終局之戰》中重返。《鋼鐵人3》的導演沙恩·布莱克在2013年3月曾提及，「眾多焦點議論著：這會是道尼的最後一部《鋼鐵人》電影嗎？我認為並非如此。」漫威影業總裁凱文·費吉曾表示，無論道尼是否繼續出演，東尼一角依然會繼續存在於漫威電影宇宙中。道尼則在當月表示他樂意延長合約，因為他認為仍有事情須透過這個角色去完成。2013年6月，道尼簽下《復仇者聯盟2：奧創紀元》及下一部《復仇者聯盟》電影的合約。2014年7月，在《復仇者聯盟2：奧創紀元》拍攝期間的一場訪談中，道尼提到他有意繼續飾演鋼鐵人，「這一切取決於凱文及艾克（漫威娛樂集團執行長），以及迪士尼有何對策。當一切順利時，便會有許多合約到來。」
在《復仇者聯盟4：終局之戰》中與小辣椒·波茲結婚並生下女兒摩根·史塔克，最終為了擊敗薩諾斯而使用結合六顆無限寶石所製作的奈米裝甲手套(Nano Gauntlet)，但因寶石的衝擊太大（因六顆無限寶石會釋放大量伽馬射線）而在说出“我是钢铁人”这最后一话后弹指消灭萨诺斯及其大军，同时犧牲了自己。

### 漫威《無限可能：假如...?》影集
東尼出現於Disney+動畫劇集《無限可能：假如…？》的多個副時間線中：
- 在第三集，尼克·福瑞本來想招募東尼加入復仇者聯盟，但東尼卻暴斃身亡，最後揭露其被漢克·皮姆所殺。
- 在第五集，東尼和美國隊長、黑豹、黑寡婦和鷹眼前往舊金山阻止喪屍病毒蔓延，卻不慎感染。之後在紐約，喪屍化的東尼攻擊布魯斯·班納，最後被黃蜂女斬首。
- 在第六集，東尼在阿富汗遇襲，但被齊爾蒙格所救。作為回報，東尼讓其成為史塔克工業的安全主管，並合作研發無人戰鬥機甲。在得知齊爾蒙格為反派後，東尼試圖逮捕他卻反遭對方殺害。

## 與漫畫的差異
漫威電影宇宙中的鋼鐵人在許多細節上與漫畫版本有所差異。在電影中，東尼在阿富汗經歷一場實驗後成為了鋼鐵人，在漫畫中則是在越南進行的。賈維斯在漫畫中是一名管家，在電影中，東尼則是受到童年時的管家的啟發，設計出人工智能「賈維斯」（J.A.R.V.I.S.）。東尼在早期便將其裝甲漆成紅色及金色版本。
「賈維斯」最終被東尼植入一具人造軀體，成為了幻視，以對付由東尼及布魯斯·班納創造出的人工智能奧創；不同的是，在漫畫中的幻視是由奧創獨自創造，奧創則為另一名復仇者漢克·皮姆所創造。東尼在電影中與小辣椒·波茲交往，然而，漫畫中的小辣椒雖然是二人互相暗戀，但最終與東尼的保鑣快樂·霍根交往。
東尼遭遇的反派大多僅於一部電影登場便遭解決，不同的是，像鐵霸王和滿大人等漫畫角色則是長期對抗的敵人。滿大人在2013年電影《鋼鐵人3》中以一名英國演員的身分登場，其背後的主謀為奧德利奇·齊禮安，然而，齊禮安一角在漫畫中卻不是一名重要反派。
東尼與小辣椒的獨生女摩根·H·史塔克，名字是出自於小辣椒的舅舅，在漫畫中則是東尼的堂兄。